# Dilema din Eutyphron
Dilema Euthyphro se găsește în dialogul lui Euthyphro al lui Platon, în care Socrate îi întreabă pe Euthyphro: "Este piosul iubit de zei pentru că este pios sau este pios pentru că este iubit de zei?"
Aceasta presupune că dacă autoritatea morală trebuie să provină de la zei, ea nu trebuie să fie bună și dacă autoritatea morală trebuie să fie bună, ea nu trebuie să vină de la zei - o idee extrem de controversată atunci când Socrate a prezentat-o pentru prima oară.